# استراتن (دهانه)

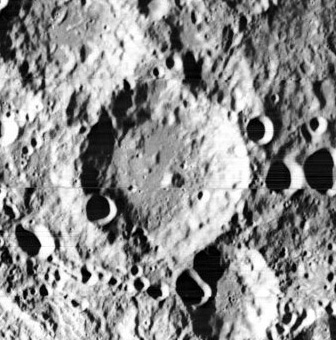
دهانه برخوردی استراتن

استراتن یک دهانه برخوردی در در سمت پنهان ماه است. این دهانه در شمال دهانه‌های بزرگ کیلر (Keeler) و هویساید (Heaviside) قرار دارد. این دهانه به افتخار ستاره‌شناس و اخترفیزیکدان بریتانیایی، فردریک جی ام استراتن توسط اتحادیه بین‌المللی نجوم در سال ۱۹۷۰ نامگذاری شد. استراتن قبل از نامگذاری به عنوان دهانه ۳۰۴ شناخته می‌شد.

## دهانه‌های اقماری

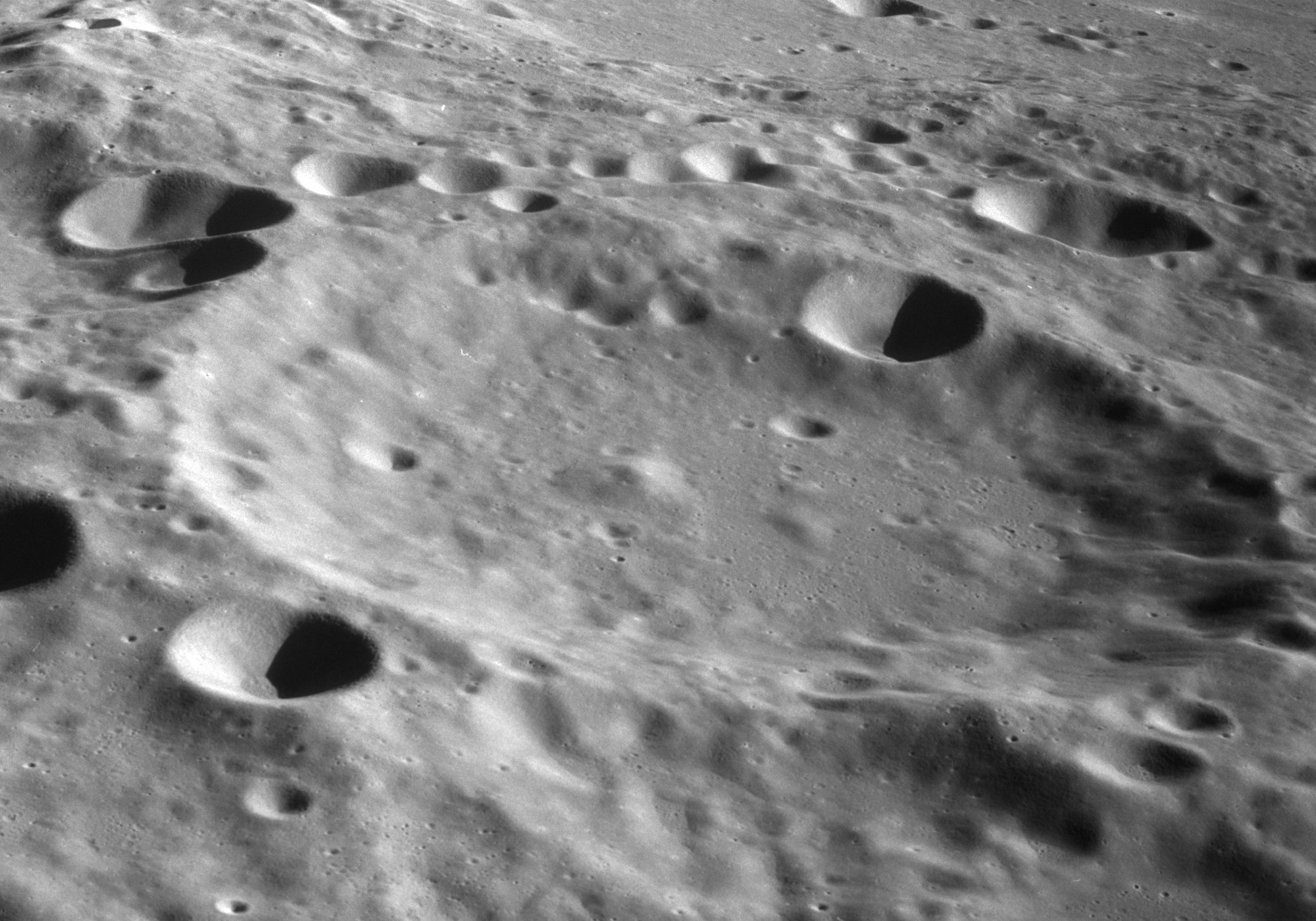
نمایی مایل از دهانه استراتن، عکس‌برداری شده در مأموریت آپولو ۱۱

این دهانه ۶ دهانه اقماری دارد.
| Stratton | عرض جغرافیایی | طول جغرافیایی | قطر          |
| -------- | ------------- | ------------- | ------------ |
| F        | ۵٫۵° S        | ۱۶۶٫۹° E      | ۲۲٫۰ کیلومتر |
| K        | ۷٫۴° S        | ۱۶۵٫۸° E      | ۴۱٫۰ کیلومتر |
| L        | ۷٫۲° S        | ۱۶۵٫۱° E      | ۱۳٫۰ کیلومتر |
| Q        | ۶٫۳° S        | ۱۶۳٫۸° E      | ۱۳٫۰ کیلومتر |
| R        | ۶٫۷° S        | ۱۶۳٫۰° E      | ۱۴٫۰ کیلومتر |
| U        | ۵٫۳° S        | ۱۶۲٫۵° E      | ۱۲٫۰ کیلومتر |